# الفیضه، عربستان
الفیضه (به عربی: الفیضه) یک منطقهٔ مسکونی در عربستان سعودی است که در استان مکه واقع شده‌است.